# 르 프티 주르날
르 프티 주르날(fr)은 모이즈 폴리도르 밀로가 창간한 보수 일간 파리 신문으로, 1863년부터 1944년까지 발행되었다. 르 프티 파리지앵, 르 마탱, 르 주르날과 함께 프랑스의 4대 주요 일간지 중 하나였다. 1890년 불랑제 위기 동안 발행 부수가 처음으로 100만 부에 달했다. 5년 후에는 200만 부를 기록하여 세계에서 가장 큰 신문이 되었다.

## 역사

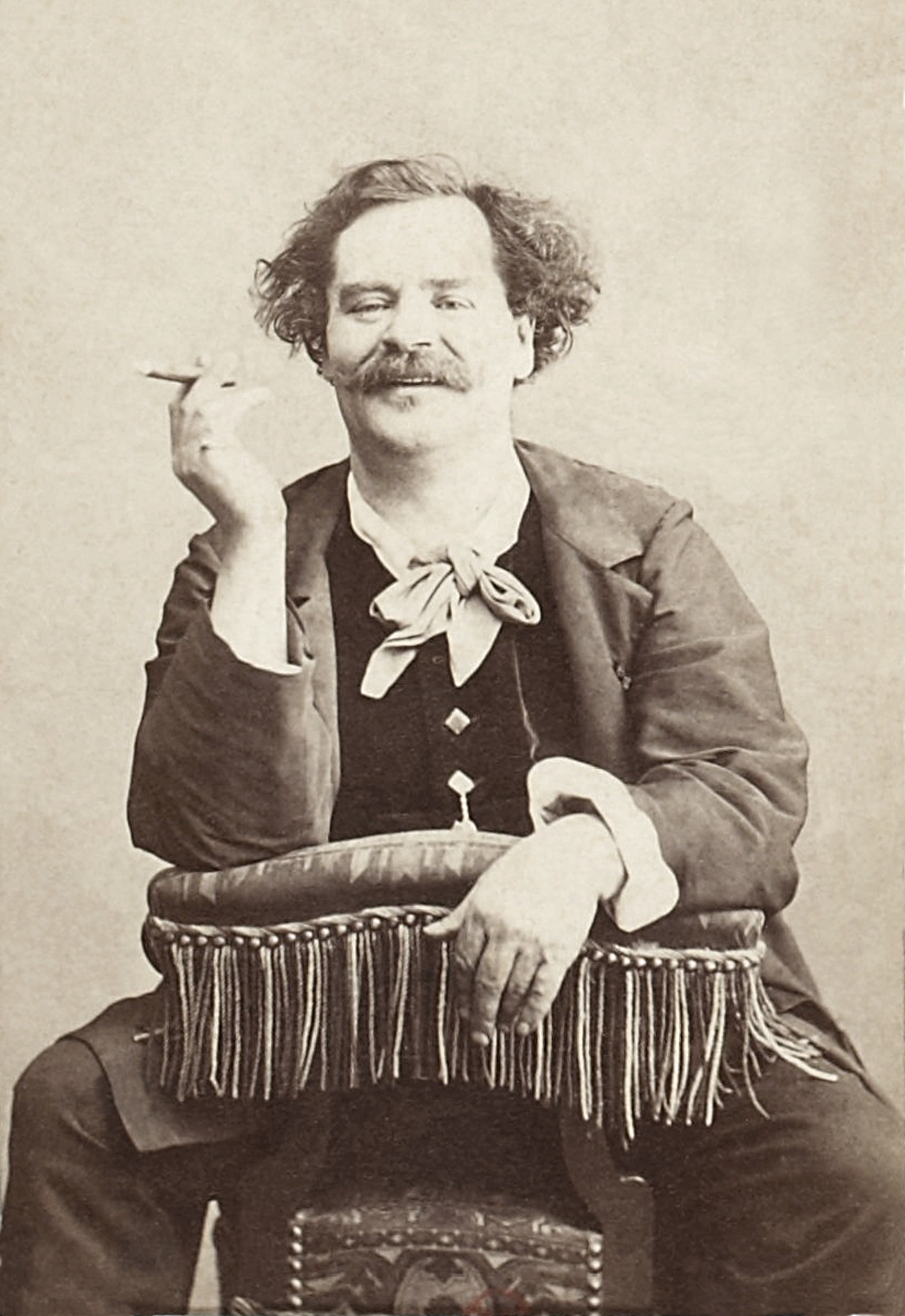
티모테 트리므, 주르날의 초대 편집장

### 초기

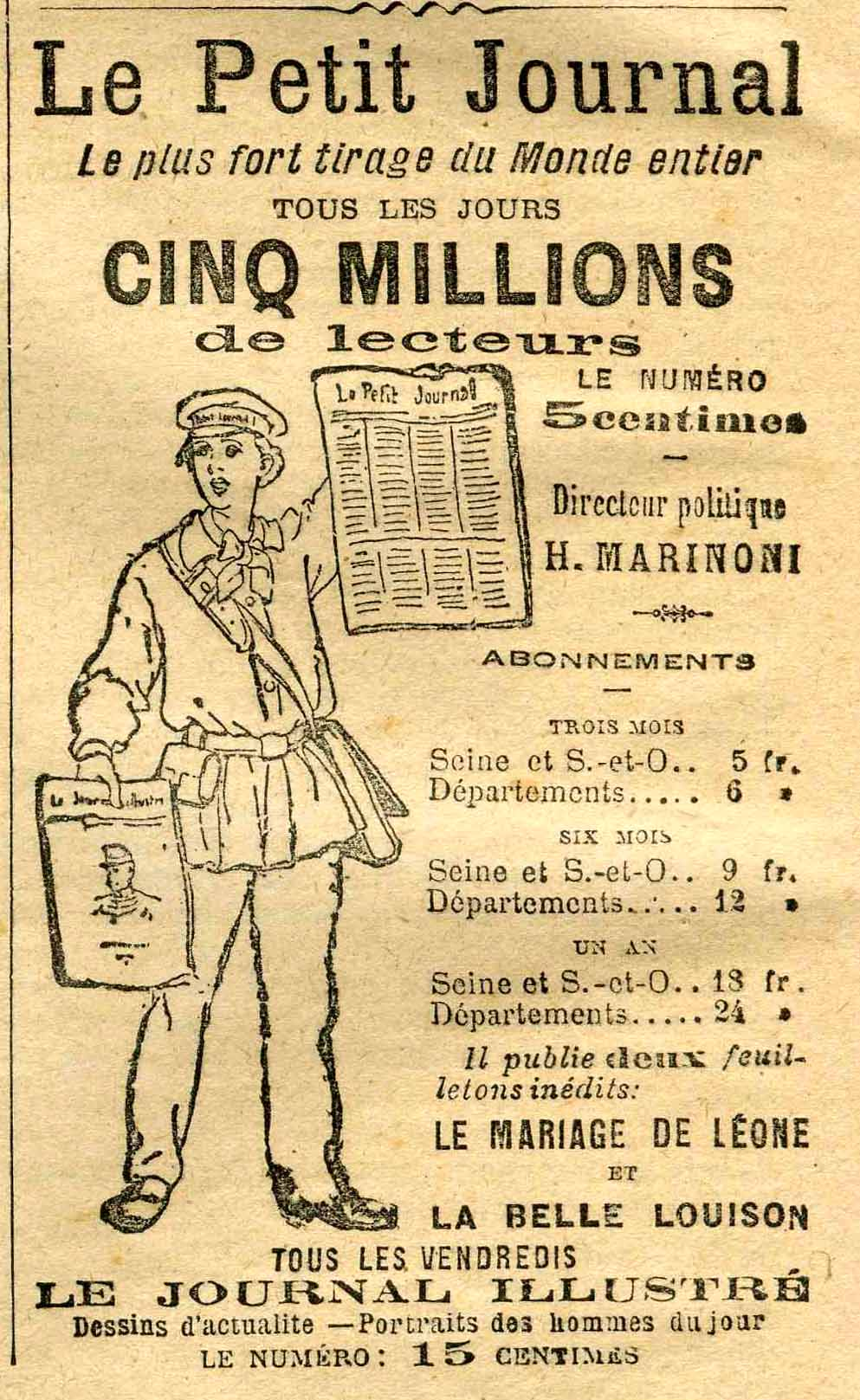
1899년에 주르날은 500만 독자를 주장했다.

주르날의 첫 호는 1863년 2월 1일에 83,000부가 인쇄되어 발행되었다. 창립자인 밀로는 원래 보르도 출신으로, 금융 및 법률 뉴스레터 발행인으로 시작했다. 몇 년 동안 그는 초기 페니 페이퍼인 라 프레스의 소유주였다. 첫 인쇄 부수는 83,000부였으며, 다른 진지한 신문들과 비교했을 때 대규모 인쇄였다. 예를 들어, 르 시에클은 일반적으로 50,000부를 인쇄했다.
2년 안에 주르날은 259,000부를 인쇄하여 파리에서 가장 큰 일간지가 되었다. 1870년에는 340,000부에 도달했으며, 이는 다른 주요 일간지들을 합친 것의 두 배였다. 이러한 발전의 대부분은 1866년 이폴리트 오귀스트 마리노니가 설계하고 1872년 주르날에 설치된 윤전기 덕분에 가능했다.
겉으로 보기에 성공적이었음에도 불구하고 밀로 가족은 재정난에 처했고, 1873년 에밀 드 지라르댕이 이끄는 그룹에 회사의 지분을 매각했다. 1882년, 마리노니는 지라르댕의 뒤를 이어 주르날의 통제권을 인수했다. 1884년, 그는 컬러 삽화를 처음으로 다룬 주간 일요일 부록인 쉬플레망 일뤼스트레를 도입했다. 이는 매우 인기를 얻어 1889년 마리노니는 시간당 20,000장을 인쇄할 수 있는 컬러 윤전기를 개발했다. 1895년에는 매주 100만 부의 부록이 생산되었고, 주르날은 200만 부를 인쇄했으며, 그 중 80%가 지방으로 보내져 프랑스의 주요 신문이 되었다.

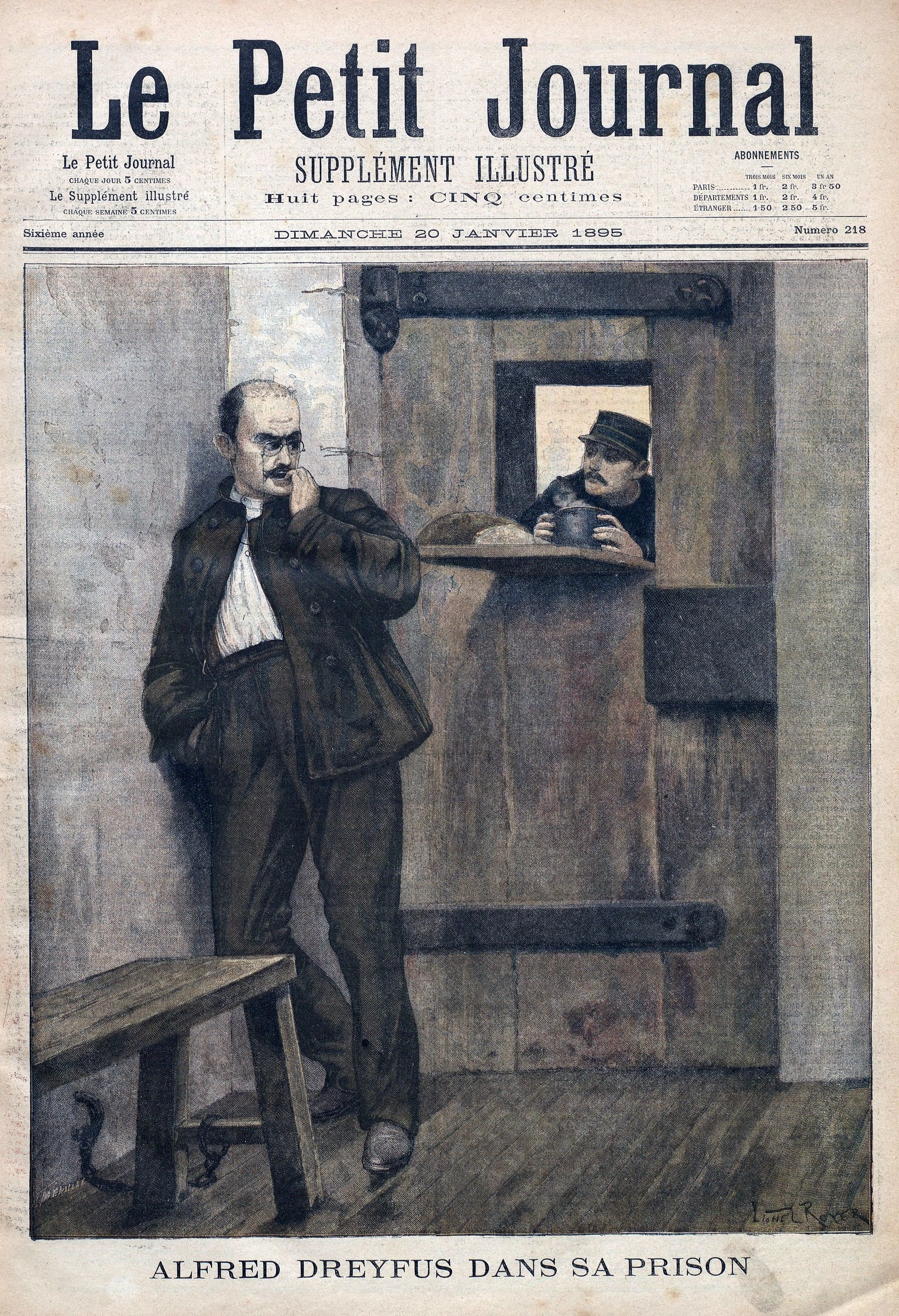
드레퓌스의 수감;
1895년 1월 20일

### 후기 및 쇠퇴
1900년까지 신문의 성장은 현저히 둔화되었다. 많은 독자들이 르 프티 파리지앵으로 넘어갔는데, 그 신문이 드레퓌스 사건에서 어느 한쪽 편을 들지 않았기 때문이다. 반면 주르날의 편집장인 에르네스트 쥐데는 맹렬한 반드레퓌스주의자였다. 얼마 지나지 않아 르 프티 파리지앵은 프랑스에서 가장 많이 팔리는 신문이 되었다. 1914년까지 주르날의 인쇄 부수는 850,000부로 감소했다. 1919년에는 400,000부로 떨어졌다.
1936년, 주르날은 프랑스 사회당의 공식 기관지가 되었으며, "노동, 가족, 조국"이라는 모토를 사용했는데, 이는 "불의 십자단" 연맹에서 가져왔으며 나중에 비시 프랑스 정권의 모토가 되었다. 언론 거물 레몽 파트노트르를 포함한 많은 저명한 인물들의 지지를 받았음에도 불구하고, 그 쇠퇴는 계속되었고, 1937년까지 일반적인 인쇄 부수는 150,000부에 불과했다.
제2차 세계 대전 중 본사는 1940년 클레르몽페랑으로 이전되었다. 정부로부터 월간 보조금을 받았고, 프랑수아 드 라 로크가 이사회 의장이 되었지만, 신문은 구원받지 못했고, 마지막 호는 1944년 8월에 발행되었다.

프랑스로 돌아온 메츠와 로렌(프랑스어: Metz et la Lorraine rendue à la France)

## 설명 및 내용

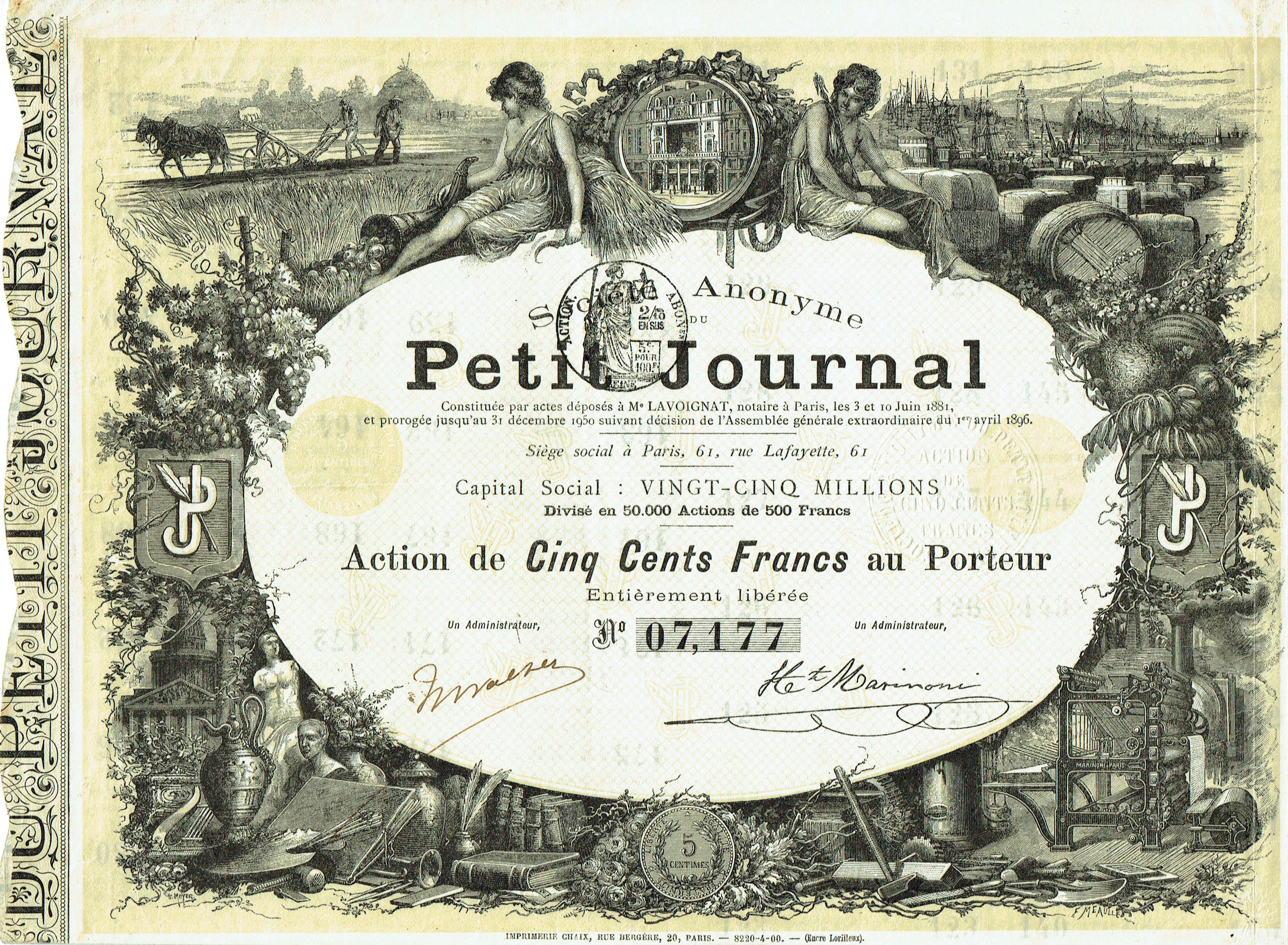
SA 뒤 프티 주르날의 주식, 1896년 4월 1일 발행, 하단에 5상팀 동전

주르날의 매력 중 하나는 저렴한 가격이었다. 처음에는 공식적으로 (실제로는 아니었지만) 정치에 대해 다루지 않았기 때문에 10상팀의 신문세를 피할 수 있었고, 따라서 일반적인 일간지 가격 15상팀과 달리 단 5상팀에 판매될 수 있었다. 43×30cm(17×12인치)의 편리한 형식으로 구독이 필요 없었고, 뉴스 외에도 특집 기사, 연재 소설(에밀 가보리오의 인기 탐정 소설 포함), 운세, 의견 기사를 제공했다. 또한 저녁에 배포되어 직공들이 작업장과 공장에서 퇴근할 때 팔 수 있었다.
주르날의 주요 혁신 중 하나는 1869년 트로프만 사건을 시작으로 선정적인 재판의 상세한 회의록을 발행하는 것이었다. 이는 인기를 크게 높이는 데 기여했다. 이 사건의 활용으로 주르날은 독자 수를 거의 두 배로 늘릴 수 있었다. 또한 출판물의 언론 윤리가 심각하게 문제 제기된 초기 사례 중 하나이기도 했다.

## 프랑스 국립도서관 – 갈리카
르 프티 주르날의 모든 사본은 프랑스 국립도서관 – 갈리카에 보관되어 있다. 갈리카, 온라인 아카이브, 르 프티 주르날 색인에서 온라인으로 무료로 접근할 수 있다.

## 같이 보기
- 프랑스 저널리즘의 역사
- 피에르 지파르

## 더 읽어보기
- William Howard Schneider, An Empire for the Masses: The French Popular Image of Africa 1870–1900 (Greenwood, 1982) ISBN 0-313-23043-9. 프랑스 신문, 특히 르 프티 주르날이 프랑스 대중의 마음속에 제국주의를 어떻게 형성했는지에 대한 조사.